# Zora Antalovská
Zora Antalovská (11. června 1924 Klobouky u Brna – 25. února 2006 Hradec Králové), byla česká stomatoložka a profesorka stomatologie na Lékařské fakultě Univerzity Karlovy v Hradci Králové.

## Život
Rodiče Zory, Eliška a Václav Bočkovi, byli učitelé - maminka ale po narození dcery již zůstala v domácnosti a otec se stal řídícím učitelem v Měšťanské škole v Kloboukách. Tatínek zpočátku připravoval dceru rovněž pro učitelské povolání, ale ta se, během studia na re Dívčím reálném gymnáziu v Brně (kde maturovala v r. 1944), rozhodla pro studium medicíny.

## Věda a práce
Vědecká, publikační i pedagogická činnost prof. Antalovské je velmi obsáhlá. Její bibliografie zahrnuje 137 původních vědeckých prací z let 1952-1993 a 12 knih/ skript (u 9 je první autorkou) - poslední z r. 2004.
Byla velmi pracovitá a k sobě vždy velmi přísná a sebekritická, oplývala zvláštním suchým humorem, který především vynikal v těžké normalizační době. Vychovala řadu výborných stomatologů, kteří ji měli i přes její přísnost rádi. Byla nesmírně vzdělaná a jejím nejmilejším koníčkem byla četba a cestování. Byla velmi nadaná jazykově - kromě perfektní znalosti latiny hovořila plynně německy, francouzsky a rusky, pasivně ovládala angličtinu a částečně i španělštinu a italštinu.
Pracovala i v pokročilém důchodovém věku - po odchodu ze Stomatologické kliniky jako revizní lékařka VZP v Náchodě - avšak se Stomatologickou klinikou kontakt nikdy nepřerušila.
Byla několikrát odměněna cenou Čs. stomatologické společnosti, Ministerstva zdravotnictví a dostala i mnohá čestná uznání za svoji vědeckou činnost. V říjnu 2005 její celoživotní práci ocenila Česká stomatologická komora čestným titulem Osobnost české stomatologie.

## Rodinný život
V Brně se během studií seznámila i se svým budoucím manželem Augustinem Antalovským, který zde studoval Vysokou školu veterinární. Následovala manžela do Hradce Králové, kde po promoci nastoupila jako sekundární lékař na Chirurgickou kliniku Fakultní nemocnice, poté přešla na krátký čas na Interní oddělení Okresní nemocnice v Rychnově nad Kněžnou a od 1.8.1950 již (natrvalo) zakotvila na Stomatologické klinice FN v Hradci Králové. (Od r. 1951 jako odborná asistentka byla zároveň i zaměstnankyní Lékařské fakulty UK v Hradci Králové).
Zora Antalovská měla dceru doc. MUDr. Yvonu Mazurovou, CSc., která má dvě děti a 4 vnoučata.

## Dílo
Vědecká práce prof. Antalovské byla zaměřena na celou řadu aspektů ovlivňujících ošetření stomatologických pacientů (věnovala se např. účinku anestetik, psychofarmak a také antibiotik) – prioritní nálezy s velkým ohlasem v zahraničí se pak vztahovaly k vlivu tetracyklinu na vývoj a strukturu tkání zubu (1963-1986).

### Knižní vydání – odborná literatura
- ANTALOVSKÁ, Zora. Anestézie ve stomatologii. Praha: Státní pedagogické nakladatelství, 1962.
- ANTALOVSKÁ, Zora. Antibiotika ve stomatologii. Praha: Státní zdravotnické nakladatelství, 1963. Albertova sbírka.
- VEJBORA, Oldřich a Zora ANTALOVSKÁ. Přehled mikrobiologie pro studující stomatologie. Praha: Univerzita Karlova, 1975.
- ANTALOVSKÁ, Zora a Lilli HAISOVÁ. Anestézie ve stomatologii. Praha: Univerzita Karlova, 1982.
- ANTALOVSKÁ, Zora a Věra BARTÁKOVÁ. Stomatochirurgické ošetření u rizikových pacientů. Praha: Univerzita Karlova, 1982.
- HAISOVÁ, Lilli a Zora ANTALOVSKÁ. Anestézie ve stomatologii. Praha: Avicenum, 1987.
- ANTALOVSKÁ, Zora. Vybrané kapitoly z traumatologie orofaciální soustavy. Praha: Státní pedagogické nakladatelství, 1987.
- ANTALOVSKÁ, Zora a Věra BARTÁKOVÁ. Praktická cvičení ze stomatologické chirurgie. Praha: Státní pedagogické nakladatelství, 1989.
- ANTALOVSKÁ, Zora, Lubor NOVÁK a Věra BARTÁKOVÁ. Stomatologické ošetření u rizikových pacientů. Praha: Státní pedagogické nakladatelství, 1989.
- HORÁK, Vladimír, Zora ANTALOVSKÁ a Olga RYŠKOVÁ. Přehled mikrobiologie pro studující lékařství. Praha: Karolinum, 1991. ISBN 80-7066-512-2.
- ANTALOVSKÁ, Zora. Rehabilitace a fyzikální léčba u stomatologických nemocných. Praha: Univerzita Karlova, 1992. ISBN 80-7066-683-8.
- ANTALOVSKÁ, Zora. Revizní lékařství. III., Klinická biochemie v revizním lékařství, ambulatní stomatologie v revizním lékařství, domácí zdravotní péče v podmínkách veřejného zdravotního pojištění. Praha: Institut postgraduálního vzdělávání ve zdravotnictví, 2004.

## Ocenění
Jako první žena v Československu dosáhla v roce 1960 vědecké hodnosti „kandidát věd“- CSc. a v r. 1965 jako první žena v oboru stomatologie i pedagogické hodnosti docent.
V roce 1968 obhájila i práci k získání tehdy nejvyšší vědecké hodnosti "doktor věd" - DrSc. Nejvyššího pedagogického titulu - profesor - však z politických důvodů mohla dosáhnout až po Sametové revoluci, v roce 1991.
V říjnu 2005 paní profesorku ocenila Česká stomatologická komora čestným titulem Osobnost české stomatologie, který jí byl udělen v pražském Karolinu.